# Ksar Hellal

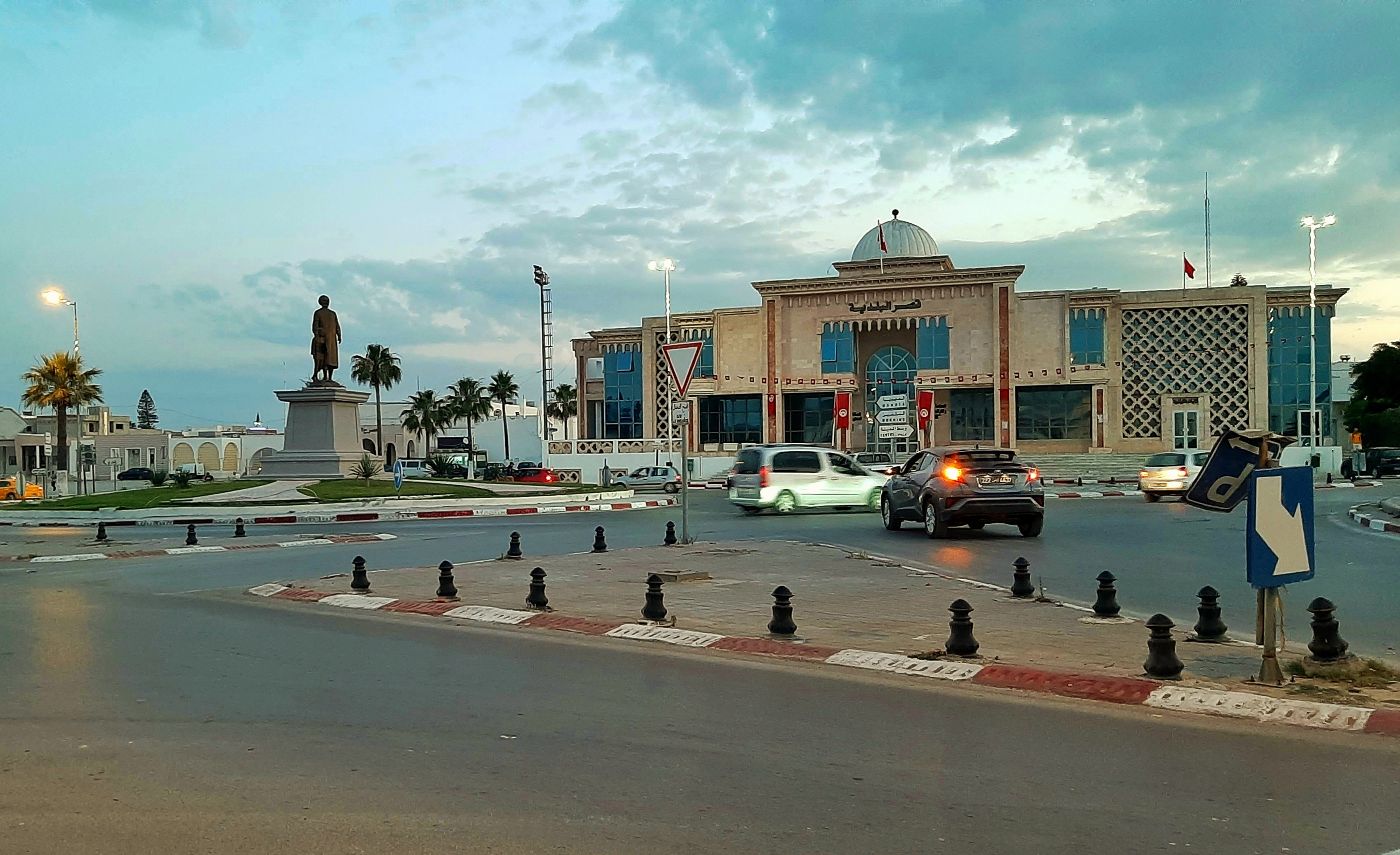
Vista da praça em frente à Câmara Municipal de Ksar Hellal com a estatueta de Hadj Ali Soua na rotunda.

Ksar Hellal (árabe: قصر هلال) é uma cidade e comuna na província de Monastir, na Tunísia. Em 2014, tinha uma população de 49.376 habitantes.

## Pessoa notáveis
- Houcine Dimassi, o ministro das Finanças, sob o primeiro-ministro Hamadi Jebali
- Ons Jabeur, tenista profissional
- Nejib Ayed, produtor de cinema
- Haj Ali Soua, comerciante e filantropo tunisiano
- Amor Rourou, político
- Abdelfattah Boussetta, escultor tunisiano e artista visual
- M'hamed Hassine Fantar, autor e historiador tunisino